# Varga Ferenc (kajakozó)
Varga Ferenc (Romhány, 1925. július 3. – 2023. január 17.) olimpiai- és világbajnoki bronzérmes magyar kajakozó, edző.

## Pályafutása
Varga Ferenc 1925. július 3-án Romhányban született. A Budapesti Dózsa sportolójaként részt vett az 1952. évi nyári olimpiai játékokon, ahol a férfiak 10 000 méteres kajak kettes számában Gurovits Józseffel bronzérmet nyertek. Az 1954-es kajak-kenu világbajnokságon 10 000 méteres kajak négyes számban lett szintén bronzérmes. 1966-ban hagyott fel az élsportolással, utána edzősködött. 